# Foudia delloni
Foudia delloni (фуді реюньйонський) — вимерлий вид горобцеподібних птахів ткачикових (Ploceidae), що був ендеміком Реюньйону.

## Опис
Довжина птаха становила приблизно 13 см. У самців під час сезону розмноження голова, шия, горло і нижня сторона крил були яскраво-червоними, спина і крила були коричневими. У самиць і молодих самців голова була бурою, живіт світлим, шия і нижня сторона крил червоними, горло блідо-коричневим.

## Історія
Про реюньйонських фуді залишили свої згадки деякі мандрівники, зокрема у 1668 році Шарль Деллон і у 1674 році Дюбуа. Вид був описаний у 2008 році Ентоні Чеке і Джуліаном Х'юмом у книзі «Lost Land of the Dodo».

## Вимирання
Реюньйонські фуді вимерли незабаром після 1672 року, імовірно, через появу на острові інтродукованих щурів.